# 바레인 로열 플라이트
바레인 로열 플라이트(영어: Bahrain Royal Flight)는 바레인 정부의 항공사이다. 본사는 바레인 마나마에 위치해 있으며, 허브 공항은 바레인 국제공항이다.

## 보유 기종
- 2017년 1월 기준으로 바레인 로열 플라이트는 다음의 기종을 보유하고 있으며 평균 기령은 19.8년이다.[1]

## 사진

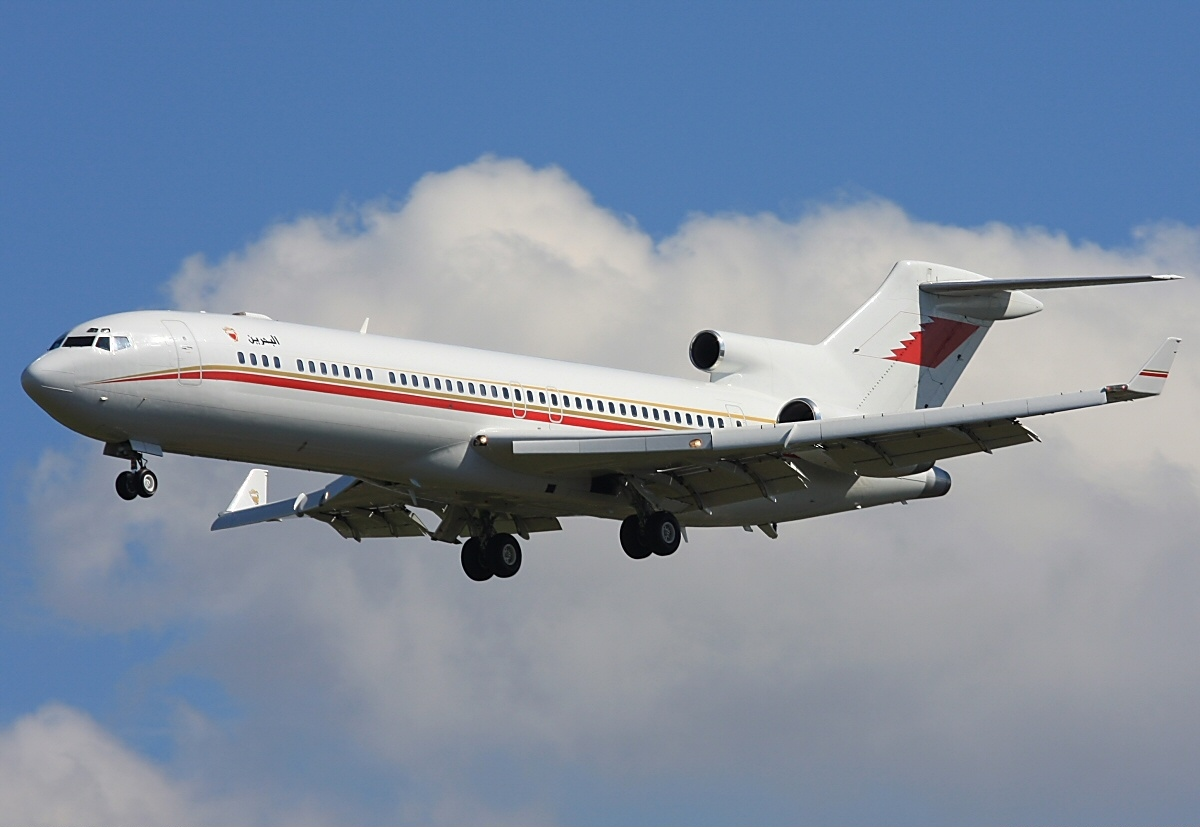
바레인 로열 플라이트의 보잉 727-200
바레인 로열 플라이트의 아브로 RJ-85
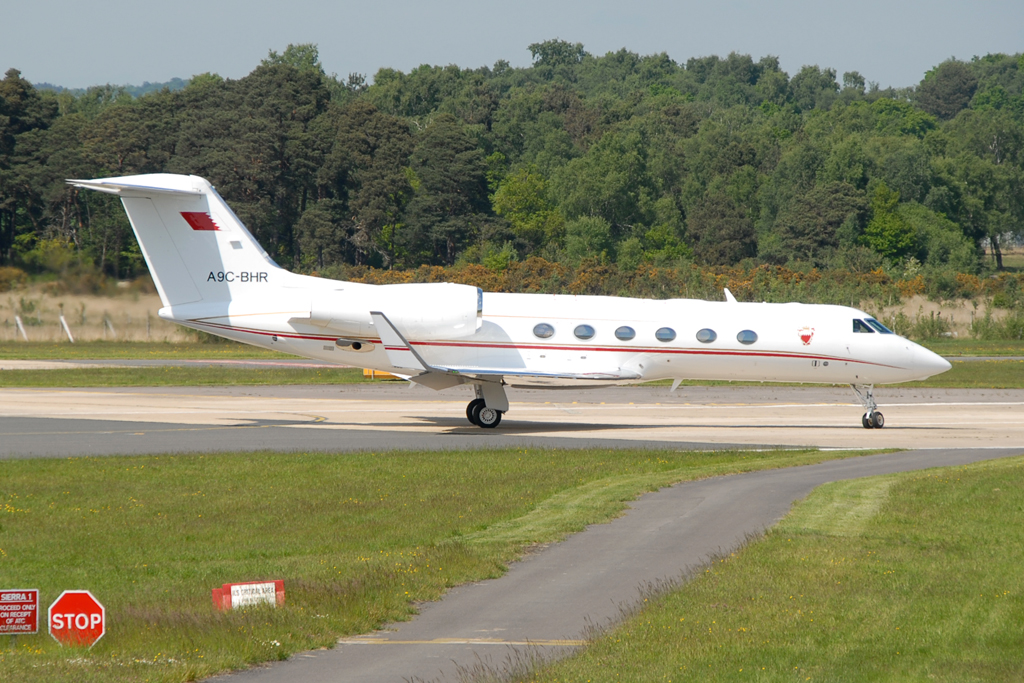
바레인 로열 플라이트의 걸프스트림 G-IV